# Vilaragut János Jeromos
Vilaragut János Jeromos (Perpignan, 1416. január – Palermo, 1452), katalánul: Joan Jeroni de Vilaragut, olaszul: Giovanni Geronimo di Vilaragut, apja révén valenciai katalán főnemes és anyja révén királyi leszármazott. Vilaragut Jolán mallorcai királyné nagyunokaöccse.

## Élete
Vilaragut János valenciai alkormányzónak és királynéi kamarásnak, Vilaragut Jolán mallorcai királyné unokaöccsének, valamint Prades Margit aragón királynénak, Idős Márton aragón király özvegyének titokban született fia. Margit királynénak férje halála után a kamarása, egy valenciai főnemes lett szerelme tárgya. Az özvegy királyné rangveszteség nélkül nem jöhetett volna ki ebből a kapcsolatból, és születendő gyermekének is szerette volna biztosítani a rangjához méltó neveltetést, ezért titokban ment férjhez 1415-ben, és titokban szülte meg fiát, János Jeromost 1416. januárjában Perpignanban. Fiát Francesc de Cassasseja barcelonai kereskedő és királyi tanácsos gondjaira bízta, aki már ellátott hasonló feladatot az aragóniai királyi családban, mikor Idős Márton törvénytelen unokáit vitte Szicíliából Aragóniába, és a nagyszülei felügyelete alá helyezte őket. A királyné férje pár évvel később, 1422-ben meghalt, és mivel a Vilaragut  családi örökség az elhunyt kisfiára szállt, ezért János Jeromos nagymamája, Teresa Álvarez de Haro az elveszett fiúunokája megkeresésébe fogott, de az anya, Margit királyné nem volt hajlandó felfedni fia kilétét a nagymama előtt, és még jobban elrejtette a kisfiát az apja halála után. A hétéves kisfiút a Szent Kereszt cisztercita kolostor apátjánál, Pinyana testvérnél helyezte el. A kisfiú természetesen nehezen viselte a rend szigorú életvitelét, és el akart menni, de az apát nem engedett a kisfiú könnyeinek, és tartotta magát a királynénak tett esküjéhez. A kis királyfi kilétét csak az édesanyja halála után fedhették fel. Margit királyné 1429-ben halt meg mint a Bonrepòs apátság apátnője, és mindvégig úgy tartották nyilván őt a nyilvánosság előtt mint özvegy királynét. A fia ekkor 13 éves volt. János Jeromost az udvar is szívesen befogadta, V. Alfonz aragón király több feladatot is rábízott, és kinevezte Messina parancsnokának. V. Miklós pápa végül 1451-ben kiadott egy bullát, mely szerint örökölhet, házasodhat, és lehetnek törvényes gyerekei. János Jeromos végül négy törvényes gyermek apjaként halt meg 1452-ben, akik Margit királyné és Joan de Vilaragut unokái voltak. Az, hogy a királynénak titokban kötött házassága és egy titokban szült fia volt, csak fia végrendelétéből derült ki, mert semmilyen hivatalos irat nem maradt fenn erről érthető okokból.